# 앱솔루트 파워
《앱솔루트 파워》(영어: Absolute Power)는 1997년 공개된 미국의 정치 액션 스릴러 영화이다. 클린트 이스트우드가 연출, 주연을 맡고 제작에도 참여하였다. 그 외에 진 해크먼, 에드 해리스, 로라 리니, 스콧 글렌, 데니스 헤이즈버트, 주디 데이비스 등이 출연하였다. E. G. 마셜이 마지막으로 출연한 극장용 영화이기도 하다. 제50회 칸 영화제에서 상영되었다.

## 줄거리
실력이 뛰어난 보석 도둑 루서는 워싱턴 D.C.에 위치한 한 저택에 숨어들어간다. 저택 주인 월터 설리번은 존경 받는 백만장자 독지가로, 현 대통령도 후원해왔다.
루서는 우연찮게 침실 내 귀중품 보관실 단방향 거울을 통해 대통령 앨런 리치먼드가 월터의 아내 크리스티와 시시덕대는 모습을 목격한다. 80세에 가까운 월터는 젊은 아내 크리스티가 욕구 해소를 위해 다른 남성과 관계를 갖는 걸 터놓고 용인하고 있었고, 거울은 이런 아내 모습을 지켜보는 용도였으나 실제로 사용한 적은 없었다.
그런데 앨런은 갑자기 크리스티에게 강간을 시도하고, 크리스티는 반격하며 도망치다가 앨런의 팔을 종이칼로 찌른 뒤 자기방어를 이어나간다. 이에 앨런이 도와달라고 소리를 지르자 비밀경호국 요원 빌과 팀이 달려와 크리스티를 사살한다.
비서실장 글로리아는 현장을 절도범 짓처럼 보이게 꾸미고, 루서는 종이칼을 훔쳐 도망친다. 경찰 용의선상에 오른 루서는 나라를 뜨려고 하다가 텔레비전에서 앨런이 공개 석상에서 월터를 위로하는 장면을 본 뒤 분노하여 정의를 구현하기로 결심한다.

## 출연
- 클린트 이스트우드 - 루서 휘트니 역
- 진 해크먼 - 앨런 리치먼드 대통령 역
- 에드 해리스 - 세스 프랭크 형사 역
- 로라 리니 - 케이트 휘트니, 루서의 딸 역
- 스콧 글렌 - 빌 버턴, 비밀경호국 요원 역
- 데니스 헤이즈버트 - 팀 콜린, 비밀경호국 요원 역
- 주디 데이비스 - 글로리아 러셀, 비서실장 역
- E. G. 마셜 - 월터 설리번 역
- 멀로라 하딘 - 크리스티 설리번 역
- 리처드 젱킨스 - 마이클 매카티, 월터가 아내 죽음에 복수하기 위해 고용한 청부살인업자 역
- 케네스 웰시 - 샌디 로드 역
- 페니 존슨 제럴드 - 로라 사이먼 역
- 마크 마골리스 - 레드 브랜드스퍼드 역

## 기타 제작진
- 미술: 헨리 범스테드
- 의상: 데버라 호퍼

## 사운드트랙
1997년 3월 11일 사운드트랙 Absolute Power가 발매되었다. "Kate's Theme"은 클린트 이스트우드가 쓰고 레니 니하우스가 편곡하였으며, 그 외의 곡들은 전부 니하우스가 작곡 및 편곡하였다.
| 곡 순서         | 곡 제목                                 | 음악가          | 재생 시간 |
| --------------- | --------------------------------------- | --------------- | --------- |
| 1.              | "Kate's Theme"                          | 레니 니하우스   | 2:07      |
| 2.              | "Mansion"                               | 레니 니하우스   | 1:32      |
| 3.              | "Christy Dies"                          | 레니 니하우스   | 2:28      |
| 4.              | "Mansion Chase"                         | 레니 니하우스   | 4:34      |
| 5.              | "Christy's Dance"                       | 레니 니하우스   | 3:42      |
| 6.              | "Waiting for Luther/Wait for My Signal" | 레니 니하우스   | 6:58      |
| 7.              | "Dr. Kevorkian I Presume"               | 레니 니하우스   | 1:44      |
| 8.              | "Sullivan's Revenge"                    | 레니 니하우스   | 2:19      |
| 9.              | "Kate's Theme/End Credits"              | 레니 니하우스   | 4:42      |
| 전체 재생 시간: | 전체 재생 시간:                         | 전체 재생 시간: | 29:54     |

## 우리말 녹음
SBS 성우진 (2000년 10월 10일)
- 송두석 - 루서(클린트 이스트우드)
- 김용식 - 대통령(진 해크먼)
- 장광 - 세스(에드 해리스)
- 최문자 - 러셀(주디 데이비스)
- 이윤선 - 빌(스콧 글렌)
- 최덕희 - 케이트(로라 리니)
- 최흘 - 설리번(E. G. 마셜)
- 문지현 - 로라(페니 존슨 제럴드)
- 박영화
- 오인성
- 우정신
- 엄현정
- 이장원